# Vieux-Berquin
Vieux-Berquin – miejscowość i gmina we Francji, w regionie Hauts-de-France, w departamencie Nord.
Według danych na rok 1990 gminę zamieszkiwały 2092 osoby, a gęstość zaludnienia wynosiła 81 osób/km² (wśród 1549 gmin regionu Nord-Pas-de-Calais Vieux-Berquin plasuje się na 349. miejscu pod względem liczby ludności, natomiast pod względem powierzchni na miejscu 27.).